# 赛灵思
赛灵思（英語：Xilinx，發音： /ˈzaɪlɪŋks/，ZY-lingks）是一家位于美国的可编程逻辑器件生产商。该公司发明了现场可编程逻辑门阵列，并由此成名。赛灵思还是第一个無晶圓廠半導體公司。
赛灵思是FPGA、可编程SoC及ACAP的发明者， 其高度灵活的可编程芯片由一系列先进的软件和工具提供支持，可推动跨行业和多种技术的快速创新 - 从消费电子类到汽车类再到云端。
2020年10月27日，AMD宣布收购赛灵思，2022年赛灵思正式被AMD收购，2023年起原赛灵思产品线逐步换上AMD品牌。

## 历史

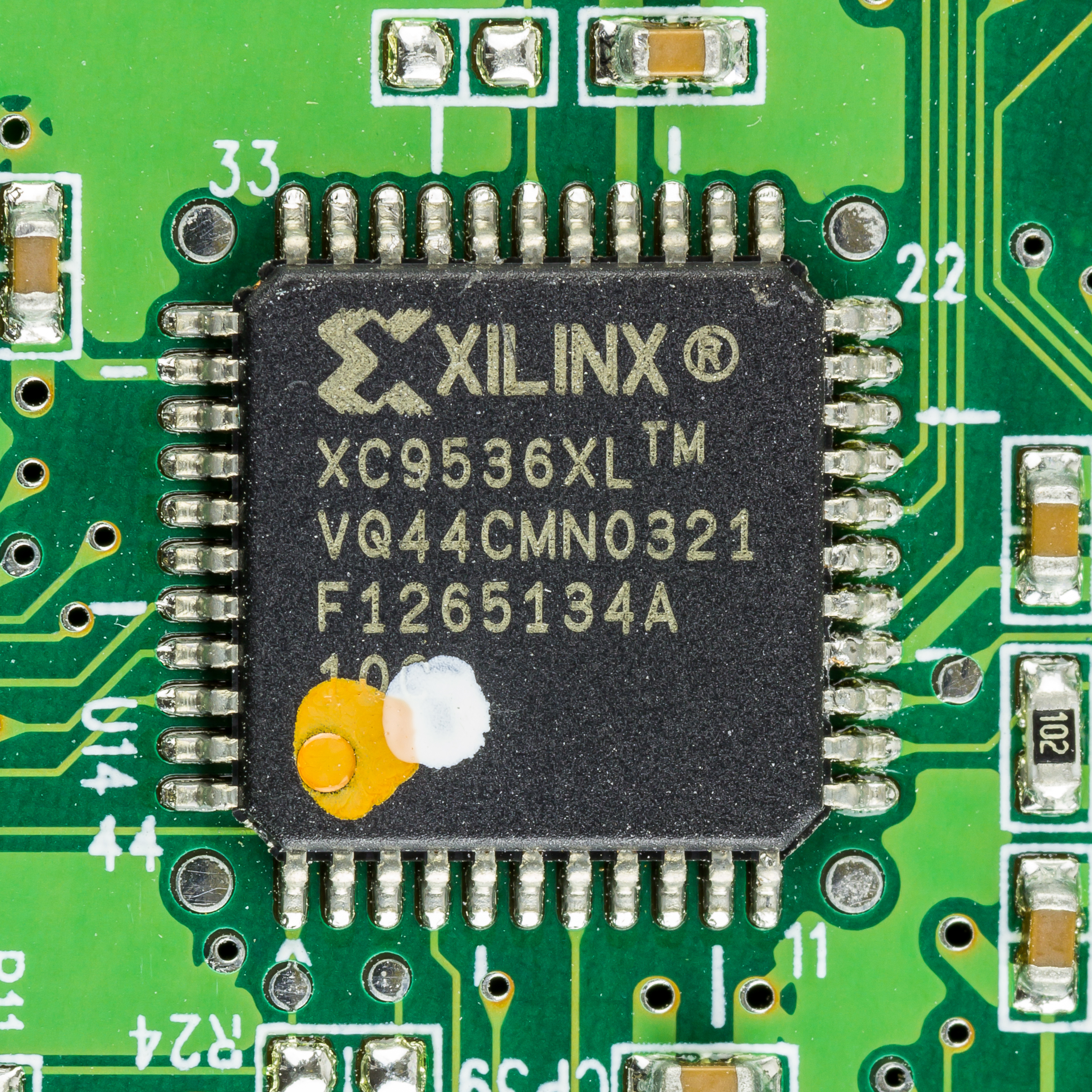
賽靈思開發的CPLD

1984年创建于美国加利福尼亚州的矽谷，总部位于矽谷核心的聖荷西，并在科罗拉多州、爱尔兰、新加坡、印度、中国大陸、台灣、日本等地拥有分支机构。2018年7月17日以3億美元收購北京人工智能芯片初創公司深鑑科技。2019年4月25日賽靈思收購位於加州爾灣的私有公司Solarflare Communications。
2020 年 10 月 27 日，美国芯片制造公司 AMD 达成协议，以换股交易的方式收购 Xilinx，对该公司的估值为 350 亿美元。 该交易预计将于 2021 年底完成。他们的股东于 2021 年 4 月 7 日批准了收购。
2020 年 12 月，赛灵思宣布他们将收购 Falcon Computing Systems 的资产，以增强 Vitis 平台。
2021 年 4 月，赛灵思宣布与 Mavenir 合作，以提高开放 5G 网络的手机发射塔容量。同月，该公司推出了 Kria 产品组合，这是一系列小型系统模块 (SOM)，带有预构建的软件堆栈以简化开发。
2021年 6 月，赛灵思宣布将收购德国软件开发商 Silexica，收购金额未公开。
2022年 2 月 超微半導體宣布完成收購可程式邏輯部件生產商賽靈思，賽靈思改名為AMD自適應和嵌入式運算事業部(Adaptive and Embedded Computing Group)，賽靈思產品於2023年更換成AMD品牌。